# Brie-sous-Mortagne
Brie-sous-Mortagne is een gemeente in het Franse departement Charente-Maritime (regio Nouvelle-Aquitaine) en telt 245 inwoners (1999). De plaats maakt deel uit van het arrondissement Saintes.

## Geografie
De oppervlakte van Brie-sous-Mortagne bedraagt 7,1 km², de bevolkingsdichtheid is 34,5 inwoners per km².
De onderstaande kaart toont de ligging van Brie-sous-Mortagne met de belangrijkste infrastructuur en aangrenzende gemeenten.

## Demografie
Onderstaande figuur toont het verloop van het inwonertal (bron: INSEE-tellingen).